# Godfrey Cambridge
Godfrey MacArthur Cambridge, mais conhecido como Godfrey Cambridge (26 de fevereiro de 1933 - 29 de novembro de 1976) foi um comediante e ator americano.